# Grondona (Piemont)
Grondona (piemontiul: Grondòuna, ligur nyelven: Grondonn-a) település Olaszországban, Piemont régióban, Alessandria megyében. Lakosainak száma 472 fő (2023. január 1.). Grondona Arquata Scrivia, Isola del Cantone, Roccaforte Ligure, Borghetto di Borbera és Vignole Borbera községekkel határos.

## Népesség
A település lakossága az elmúlt években az alábbi módon változott:
| Lakosok száma | 498  | 492  | 472  |
|               | 2017 | 2018 | 2023 |